# Amor (Leiria)
Amor is een plaats (freguesia) in de Portugese gemeente Leiria en telt 4738 inwoners (2001).